# 泉谷駅
泉谷駅（チョンゴクえき、朝鮮語: 천곡역）は、朝鮮民主主義人民共和国咸鏡南道端川市にある駅で、クムゴル線に属する。 

## 隣の駅
クムゴル線
汝海津駅 - 泉谷駅 - 畓洞駅